# Bloodlands – Die Goliath-Morde
Bloodlands – Die Goliath-Morde ist eine britische Fernsehserie aus dem Jahr 2021, die sich um einen Entführungsfall dreht, der scheinbar Verbindungen zu ungelösten Vermisstenfällen zu Zeiten der IRA hat. In den Hauptrollen sind James Nesbitt, Charlene McKenna und Ian McElhinney zu sehen. Die Serie wurde in Irland und Großbritannien überaus positiv aufgenommen und frühzeitig um eine zweite Staffel verlängert, die seit Februar 2022 gedreht wird. In Deutschland feierte die Serie erstmals Ostern 2022 Premiere.

## Handlung
Die Entführung eines ehemaligen IRA-Angehörigen erinnert DCI Tom Brannick an eine Reihe ungelöster Fälle von Vermissten aus den 90er Jahren, weshalb er mit seinen Kollegen nach weiteren Indizien sucht und sich eine mögliche Verbindung erhofft.
Bald beginnen die Ereignisse sich jedoch zu überschlagen, als sich herausstellt, dass ein polizeiinterner Verräter und Serienmörder namens „Goliath“ wieder aktiv geworden ist, wodurch der Fall zu einem Rennen gegen die Zeit wird.
Abseits der politischen Sprengkraft, die der Fall mit sich bringt, wird Adam Corry – Bruder des vermissten David Corry – zum Mittelpunkt der Ermittlungen.
Als jener Indizien vorweist, die eigentlich nur die Polizei besitzen kann, verschärft sich die Lage noch weiter und wird für Brannick zunehmend persönlicher.

## Besetzung und Synchronisation
Die deutschsprachige Synchronisation entstand bei der Mo Synchron GmbH in München nach den Dialogbüchern von Clemens Frommann sowie unter der Dialogregie von Maren Rainer.
| Rollenname            | Schauspieler     | Synchronsprecher         |
| --------------------- | ---------------- | ------------------------ |
| DCI Tom Brannick      | James Nesbitt    | Michael Lott             |
| DS Niamh McGovern     | Charlene McKenna | Stefanie Dischinger      |
| DCS Jackie Twomey     | Lorcan Cranitch  | Martin Umbach            |
| DC Billy „Birdy“ Bird | Chris Walley     | Tobias Kern              |
| Adam Corry            | Ian McElhinney   | Erich Ludwig             |
| Tori Matthews         | Lisa Dwan        | Stephanie Kellner        |
| Izzy Brannick         | Lola Petticrew   | Malika Bayerwaltes       |
| McAllister            | Flora Montgomery | Claudia Urbschat-Mingues |

## Produktion

### Besetzung
2019 wurde abseits der Bestellung der Serie bereits James Nesbitt als Hauptdarsteller bekannt. Zu den weitere Darstellern gehören Lorcan Cranitch, Charlene McKenna, Chris Walley, Lisa Dwan, Lola Petticrew sowie Michael Smiley, Susan Lynch, Flora Montgomery und Ian McElhinney. Abgesehen von den letzten vier Darstellern werden die anderen erneut in der zweiten Staffel zu sehen sein; im März 2022 wurde zudem bekannt, dass Victoria Smurfit sich der Besetzung angeschlossen hat.

### Dreharbeiten
Die Dreharbeiten zur ersten Staffel waren ab Februar 2020 im Osten Nordirlands rund um Strangford Lough im Gange, die zweite Staffel wird seit Anfang Februar 2022 gedreht.

### Veröffentlichung
In Großbritannien erfolgte die Erstausstrahlung der ersten Staffel vom 21. Februar 2021 bis zum 14. März selbigen Jahres auf BBC One statt; in den USA und in Kanada kann die Serie seit dem 15. März 2021 über den Streaminganbieter Acorn TV abgerufen werden. Die deutsche Erstausstrahlung erfolgte am 17. sowie am 18. April 2022; hierbei wurden die vier Folgen auf zwei Teile à 110 Minuten geschnitten. Seitdem ist die Serie auch in der ZDF Mediathek abrufbar.

## Rezeption
Auf Rotten Tomatoes erhielt die Serie bisher 88 % Zustimmung bei einer durchschnittlichen Bewertung von 6,9 bei 24 vorliegenden Kritiken, bei Metacritic bisher einen Metascore von 76 von 100 möglichen Punkten basierend auf 9 Kritiken.